# Ak Bars Arena
De Ak Bars Arena (Russisch: Ак Барс Арена), voorheen Kazan Arena (Russisch: Казань-арена), is een voetbalstadion in Kazan, Rusland, dat plaats biedt aan 45.105 toeschouwers. Vaste speler van het nieuwe stadion is Roebin Kazan. In 2013 was Kazan gastheer voor de Zomeruniversiade. In 2017 werd het stadion gebruikt tijdens de FIFA Confederations Cup 2017 en in 2018 werd het ingezet voor zes wedstrijden tijdens het WK voetbal. Het stadion, waar op 2 mei 2016 de finale van de strijd om de Russische voetbalbeker werd gespeeld, beschikt over het grootste tv-scherm in Europa. Het enorme Full HD scherm heeft een oppervlakte van 3.700 vierkante meter.

## Wedstrijden

### Confederations Cup 2017
| Datum        | Tijd          | Thuisteam | Uitslag          | Uitteam | Competitie         | Toeschouwers | Onderling resultaat |
| ------------ | ------------- | --------- | ---------------- | ------- | ------------------ | ------------ | ------------------- |
| 18 juni 2017 | 18:00 (UTC+3) | Portugal  | 2 – 2            | Mexico  | Groepsfase groep A | 34.372       | onderling resultaat |
| 22 juni 2017 | 21:00 (UTC+3) | Duitsland | 1 – 1            | Chili   | Groepsfase groep B | 38.222       | onderling resultaat |
| 24 juni 2017 | 18:00 (UTC+3) | Mexico    | 2 – 1            | Rusland | Groepsfase groep A | 41.585       | onderling resultaat |
| 28 juni 2017 | 21:00 (UTC+3) | Portugal  | 0 – 0 (P. 0 – 3) | Chili   | Halve finale       | 40.855       | onderling resultaat |

### Wereldkampioenschap voetbal 2018
| Datum        | Tijd          | Thuisteam  | Uitslag | Uitteam    | Competitie         | Toeschouwers | Onderling resultaat |
| ------------ | ------------- | ---------- | ------- | ---------- | ------------------ | ------------ | ------------------- |
| 16 juni 2018 | 13:00 (UTC+3) | Frankrijk  | 2 – 1   | Australië  | Groepsfase poule C | 41.300       | onderling resultaat |
| 20 juni 2018 | 21:00 (UTC+3) | Iran       | 0 – 1   | Spanje     | Groepsfase poule B | 42.718       | onderling resultaat |
| 24 juni 2018 | 21:00 (UTC+3) | Polen      | 0 – 3   | Colombia   | Groepsfase poule H | 42.873       | onderling resultaat |
| 27 juni 2018 | 17:00 (UTC+3) | Zuid-Korea | 2 – 0   | Duitsland  | Groepsfase poule F | 41.385       | onderling resultaat |
| 30 juni 2018 | 17:00 (UTC+3) | Frankrijk  | 4 – 3   | Argentinië | Achtste finale     | 42.873       | onderling resultaat |
| 6 juli 2018  | 21:00 (UTC+3) | Brazilië   | 1 – 2   | België     | Kwartfinale        | 42.873       | onderling resultaat |

### Overige interlands
| Datum           | Tijd          | Thuisteam | Uitslag | Uitteam   | Competitie           | Toeschouwers | Onderling resultaat |
| --------------- | ------------- | --------- | ------- | --------- | -------------------- | ------------ | ------------------- |
| 10 oktober 2017 | 21:00 (UTC+3) | Rusland   | 1 – 1   | Iran      | Vriendschappelijk    | 33.240       | onderling resultaat |
| 8 oktober 2021  | 21:45 (UTC+3) | Rusland   | 1 – 0   | Slowakije | WK 2022 kwalificatie | 9.588        | onderling resultaat |

Stadion Sint-Petersburg (Sint-Petersburg) · Olympisch Stadion Loezjniki (Moskou) · Otkrytieje Arena (Moskou) · Stadion Nizjni Novgorod (Nizjni Novgorod) · Stadion Kaliningrad (Kaliningrad) · Centraal Stadion (Jekaterinenburg) ·  Mordovia Arena (Saransk) ·  Kazan Arena (Kazan) · Rostov Arena (Rostov aan de Don) · Olympisch Stadion Fisjt (Sotsji) · Volgograd Arena (Volgograd) · Cosmos Arena (Samara)
Achmat Arena (Achmat Grozny) ·
Ak Bars Arena (Roebin Kazan) ·
Centraalstadion (FK Oeral) ·
Gazovikstadion (Gazovik Orenburg) ·
Krasnodarstadion FK Krasnodar ·
Krestovskistadion (FK Zenit Sint-Petersburg) ·
Olympisch Stadion Fisjt (PFK Sotsji) ·
Otkrytieje Arena (Spartak Moskou) ·
Rostov Arena (FK Rostov) ·
RZD Arena (Lokomotiv Moskou) ·
Solidarnost Arena (Krylja Sovetov Samara) ·
Stadion Kaliningrad (Baltika Kaliningrad) ·
Stadion Nizjni Novgorod (Volga Nizjni Novgorod) ·
Tsentralny Profsojoezstadion (Fakel Voronezj) ·
VEB Arena (CSKA Moskou) ·
VTB Arena Dinamo Moskou) ·
Arena Chimki (FK Chimki) ·
Arsenalstadion (FK Arsenal Toela) ·
Centraalstadion (FK Volgar Astrachan) ·
Centraalstadion (Jenisej Krasnojarsk) ·
Dinamostadion  (Dinamo Machatsjkala) ·
Edoeard Streltsovstadion (Torpedo Moskou) ·
Geologstadion (FK Tjoemen) ·
KAMAZstadion (KAMAZ Naberezjnye Tsjelny) ·
Koebanstadion (FK Koeban Krasnodar) ·
Kristallstadion  (FC Akron Tolyatti) ·
Leninstadion (SKA-Chabarovsk) ·
Lokomotivstadion (PFK Sokol Saratov) ·
Neftechimikstadion (FK Neftechimik Nizjnekamsk) ·
Petrovski (FC Leningradets Leningrad Oblast) ·
Sjinnikstadion (Sjinnik Jaroslavl) ·
Spartakovets (FC Rodina Moskou) · 
Spartakstadion (Alania Vladikavkaz) ·
Troedstadion (Tsjernomorets Novorossiejsk)
Centraalstadion (Roebin Kazan)